# Sendera Colima Hábitat Urbano
Sendera Colima Hábitat Urbano es un centro comercial del tipo Lifestyle Mall ubicado al noreste de la Zona metropolitana de Colima-Villa de Álvarez en el municipio de Villa de Álvarez, Colima, México, propiedad de la empresa inmobiliaria mexicana Property Plus. La obra inició su construcción el 7 de junio de 2018 e inició sus operaciones el 9 de septiembre de 2021, cuya inauguración fue encabezada por el entonces Gobernador del Estado de Colima, José Ignacio Peralta Sánchez.

## Historia
Sendera Colima Hábitat Urbano surgió el 7 de junio de 2018 cuando la empresa inmobiliaria mexicana Property Plus inició la construcción del centro comercial en un predio ubicado al noreste de la Zona metropolitana de Colima-Villa de Álvarez en el municipio de Villa de Álvarez, Colima, México, en la Avenida Tercer Anillo Periférico Oriente Miguel de la Madrid Hurtado, cuya colocación de la primera piedra fue encabezada por el entonces Gobernador del Estado de Colima, José Ignacio Peralta Sánchez, junto con el director general de Desarrollos de Colima, Carlos Salazar Silva; el titular de la Seidur Jesús Sánchez Romo; la directora general de Promodesa, Cristina Ojeda; la coordinadora del proyecto Sendera Colima, Paulina Salazar, y la entonces alcaldesa interina del municipio de Villa de Álvarez, Elizabeth Huerta Ruiz, quienes develaron la placa de la primera piedra del proyecto comercial. El 30 de marzo de 2019, la obra comercial fue supervisada por el entonces Gobernador del Estado de Colima, José Ignacio Peralta Sánchez en compañía del director general de Desarrollos de Colima, Carlos Salazar Silva, quienes realizaron el recorrido de supervisión del complejo comercial, con el objetivo de impulsar la economía y generar empleos a la población del área metropolitana colimense.
El 13 de diciembre de 2020, durante su etapa de construcción, inicia sus operaciones el evento Mercadito Sendera dentro de las instalaciones del centro comercial, esto con el objetivo de impulsar el apoyo al comercio local en el marco de la pandemia de COVID-19 en México, con la finalidad de respaldar a comerciantes locales que les faltaban espacios en áreas públicas para la exhibición y comercialización de sus productos, cuya inauguración del evento fue encabezado por la coordinadora general del centro comercial Sendera Colima, Paulina Salazar.
La obra inició sus operaciones de manera oficial el 9 de septiembre de 2021, cuya ceremonia de corte de listón inaugural fue encabezada por el entonces Gobernador del Estado de Colima, José Ignacio Peralta Sánchez, en conjunto con la coordinadora general del centro comercial Sendera Colima, Paulina Salazar y el entonces presidente municipal de Villa de Álvarez, Felipe Cruz Calvario, quienes realizaron el recorrido del centro comercial con el objetivo de generar empleos durante los tiempos de pandemia de COVID-19 en México, en el que a partir de allí, Sendera Colima inició su proceso de aperturas de tiendas, restaurantes y servicios de manera paulatina. 
El 28 de octubre de 2021, Sendera Colima inicia su proceso de aperturas de tiendas con el inicio de operaciones de la tienda de autoservicio Soriana Súper de la cadena mexicana de supermercados Organización Soriana, cuya inauguración fue encabezado por el entonces Director de Operaciones de Soriana Súper, Jaime Ramírez Chávez, el cual se aplicó una inversión total de 97 millones de pesos en su edificación y operación en los que se generaron un total de 97 empleos directos y 310 empleos indirectos. Posteriormente, el 4 de marzo de 2022, inicia operaciones la tienda de mascotas Petco de Grupo Gigante en la planta baja del centro comercial.
El 3 de junio de 2022, como parte del proceso de aperturas de tiendas y servicios del centro comercial Sendera Colima, inicia la construcción de las oficinas de la Secretaría de Relaciones Exteriores a través de la colocación de la primera piedra en la planta alta del centro comercial, que fue encabezada por la Gobernadora del Estado de Colima, Indira Vizcaíno Silva, junto con el secretario de Relaciones Exteriores, Marcelo Ebrard, el director general de Pasaportes, Carlos Alfonso y los propietarios del centro comercial Sendera Colima, esto con el objetivo de agilizar el proceso de trámites de pasaportes en la Zona metropolitana de Colima-Villa de Álvarez.
Posteriormente, el 29 de septiembre de 2022, Sendera Colima inauguró la sucursal bancaria Bansí, cuya ceremonia de corte de listón inaugural fue encabezada por la entonces Gobernadora del Estado de Colima, Indira Vizcaino Silva, esto con el objetivo de redinamizar la economía  y generar empleos en el área metropolitana colimense.
El 22 de octubre de 2022, inicia operaciones el Centro de Diagnóstico Integral Imagen CDI dentro del centro comercial Sendera Colima, el cual se especializa en servicios médicos y de salud para el área metropolitana colimense, cuyo corte de listón inaugural fue encabezado por la entonces gobernadora del estado de Colima, Indira Vizcaíno Silva.
El 28 de octubre de 2022, inicia sus operaciones la oficina de pasaportes de la Secretaría de Relaciones Exteriores en la planta alta del centro comercial en un espacio de 837 metros cuadrados, cuya inauguración fue encabezada por el entonces secretario de Relaciones Exteriores, Marcelo Ebrard, junto con el director general de la oficina de pasaportes de la SRE, Carlos Alfonso Candelaria López y el socio comercial de Sendera Colima, Carlos Salazar Silva, esto con el objetivo de atender y agilizar trámites de pasaportes tanto a los habitantes del Estado de Colima como de las localidades circunvecinas de los Estados de Jalisco y Michoacán.
El 21 de marzo de 2024, inicia operaciones la cadena de hamburguesas Carl's Jr. dentro del centro comercial Sendera Colima, cuya ceremonia de inauguración fue encabezada por la directora de mercadotecnia en AMECAR, Maritza Reynoso, el cual durante su apertura se generaron un total de 50 empleos directos y 30 empleos indirectos en la Zona metropolitana de Colima-Villa de Álvarez.

## Características
Sendera Colima Hábitat Urbano consta de un centro comercial estilo Lifestyle mall al aire libre estructurado a dos plantas bajo una superficie total de terreno de 76,000 m2, de los cuales, 40,484.50 m2 son de área de construcción, en el que dentro de 29,400 m2 corresponden al área rentable y 2,400 m2 más corresponden a la Torre Médica estructurada a cuatro niveles.
Empresarial y comercialmente, el complejo comercial se compone por un total de 138 espacios comerciales, de los cuales dos de ellos son de tiendas ancla conformadas por un supermercado Soriana Súper de la cadena mexicana Organización Soriana bajo un área de ventas de 2,897 m2 y una cadena de gimnasios Smart Fit. En tanto, sus espacios comerciales restantes la conforman tiendas y boutiques en las divisiones de ropa, calzado, accesorios, mascotas, artículos para el hogar, telefonía móvil, librería, cuidado personal, maquillaje, mueblería, artículos deportivos, joyería y perfumería, entre otros giros de talla local, estatal, regional, nacional e internacional, así como restaurantes, puestos de comida, centros de diversión infantil, y servicios varios como Torre Médica, servicios de salud, funeraria, sucursales bancarias y cajeros automáticos, entre otros.
Administrativamente, Sendera Colima Hábitat Urbano actualmente es propiedad y se encuentra bajo operación de la empresa inmobiliaria mexicana Property Plus.